# Calydon Fossa

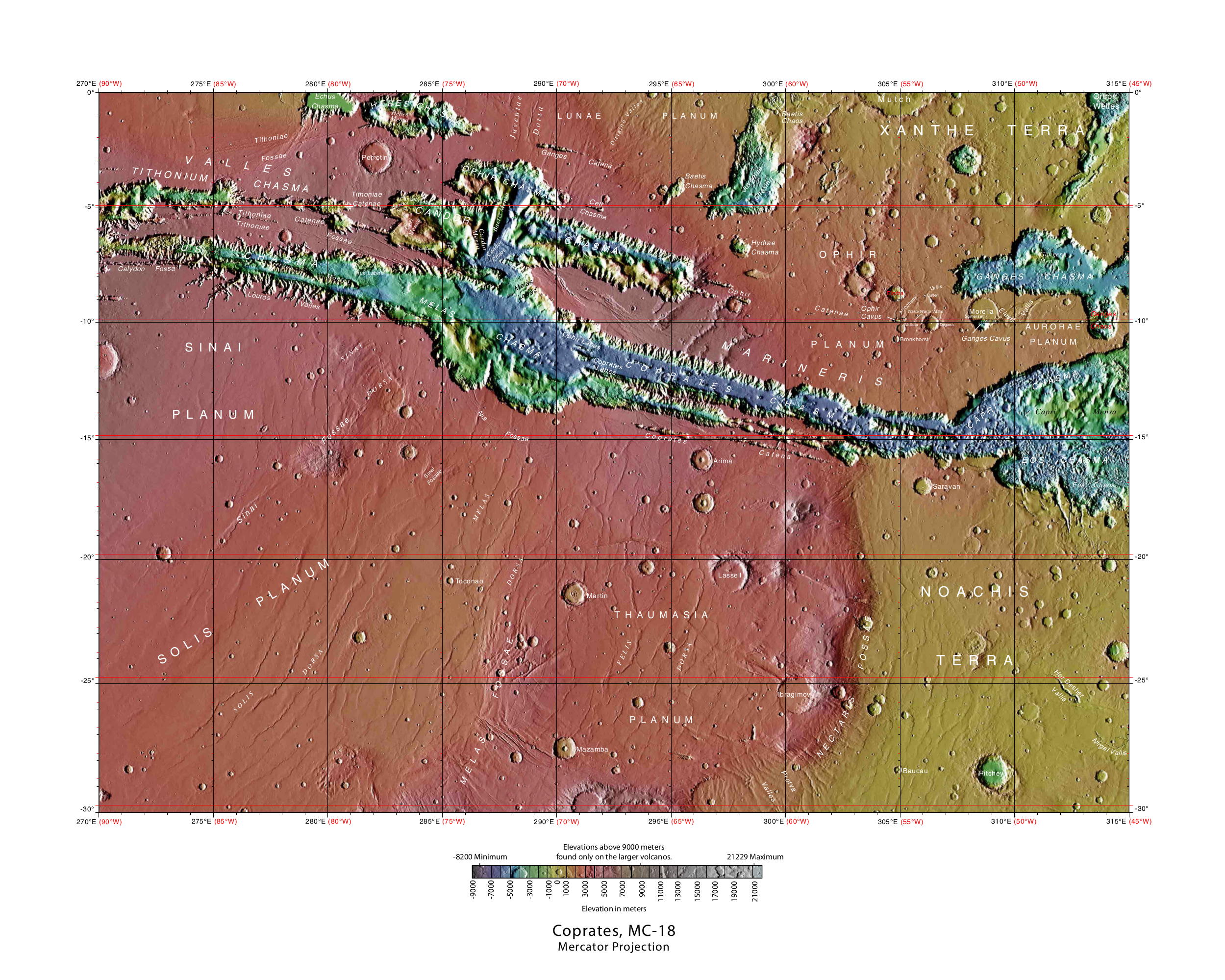
Mapa topogràfic de la regió de Mart on es localitza la fossa.

Calydon Fossa és una estructura geològica del tipus fossa a la superfície de Mart, situada amb el sistema de coordenades planetocèntriques a -7.39 ° de latitud N i 274.97 ° de longitud E. Fa 351.25 km de diàmetre. El nom va ser fet oficial per la UAI l'any 1982 i pren el nom d'una característica d'albedo, en referència al fill d'Ares i Astinome.